# Соранатота (підрозділ окружного секретаріату)
Підрозділ окружного секретаріату Соранатота — підрозділ окружного секретаріату округу Бадулла, провінції Ува, Шрі-Ланка. Складається з 25 Грама Ніладхарі.